# وستون هالتون (تشيشير)
وستون هالتون (بالإنجليزية: Weston, Halton)‏ هي قرية تقع في المملكة المتحدة في شمال غرب إنجلترا.